# Conseil mondial de la tomate d'industrie
Le Conseil mondial de la tomate d'industrie (CMTI), en anglais World Processing Tomato Council (WPTC), est une organisation internationale sans but lucratif qui rassemble les entreprises et organisations professionnelles du secteur de la tomate transformée. En 2008, ses membres traitent plus de 90 % des volumes mondiaux du secteur.
Cette organisation, créée en mai 1998, a son siège à Avignon (France).
Les pays du bassin méditerranéen sont représentés dans cette organisation par l'Association méditerranéenne internationale de la tomate (AMITOM), dont le siège est également à Avignon.

## Histoire
En mai 1998, lors du troisième World Processing Tomato Congress qui a eu lieu à Pampelone en Espagne, est décidée la création du Conseil mondial de la tomate d'industrie, dans le but de favoriser les échanges et contacts entre producteurs, et étudier le marché mondial, en vue de le développer.

## Membres

Les membres de l'Amitom.

Autour du bassin méditerranéen, on trouve les membres de l'association méditerranéenne internationale de la tomate. S'y ajoutent, l'Argentine, l'Australie, le Brésil, le Canada, le Chili, la Californie (seule, et non le reste des États-Unis), puis le Japon, l'Afrique du Sud et la Chine, tous trois arrivés par la suite.